# Goran Jurić (nogometaš)
Goran Jurić (Mostar, 5. veljače 1963.) je bivši hrvatski nogometni reprezentativac. 
Tijekom svoje karijere, Jurić je igrao za Velež Mostar, FK Crvena zvezda, Celta de Vigo, Croatia Zagreb, Yokohama F. Marinos, i NK Zagreb. Za jugoslavensku nogometnu reprezentaciju nastupio je 4 puta, a za hrvatsku nogometnu reprezentaciju nastupio je 16 puta. Bio je članom reprezentacije na svjetskom nogometnom prvenstvu 1998., gdje je Hrvatska osvojila treće mjesto, no nije nastupio niti na jednom susretu na tom natjecanju.
Poznato je da od 1989. boluje od dijabetesa, što ga nije spriječilo da ostvari uspješnu nogometnu karijeru.

## Vanjske poveznice
- http://www.hns-cff.hr
- http://www.1hnl.net/igrac.php?id=434%5Bneaktivna+poveznica%5D